# فریده فرامرزی
فریده فرامرزی (زاده ۳ دی ۱۳۵۰) بازیگر سینمای اهل ایران است. از مهم‌ترین آثار فریده فرامرزی می‌توان به بازیگری در سریال بزنگاه، فیلم استراحت مطلق و صندلی خالی اشاره کرد.

## زندگی‌نامه
از فیلم‌هایی که او در آن‌ها نقش داشته، می‌توان به استراحت مطلق و صندلی خالی اشاره کرد. ضمناً ایشان در سریال بزنگاه نقش مریم همسر جدا شده نادر، رضا عطاران را ایفا کردند.

### زندگی شخصی
او در سال ۱۳۷۴ با رضا عطاران ازدواج کرد.

## جوایز و افتخارات
او برای ایفای نقش در فیلم صندلی خالی، نامزد دریافت جایزهٔ سیمرغ بلورین بهترین بازیگر نقش اول زن از جشنواره فیلم فجر شد.
در این سال‌ها فریده فرامرزی با هنرمندان بسیاری تجربهٔ کار داشته است اما جالب است بدانید که در میان بازیگران رضا عطاران با ۳ مرتبه بیشترین همکاری را با فریده فرامرزی داشته است.